# Martes caurina
Martes caurina is een zoogdier uit de familie van de marterachtigen (Mustelidae). De wetenschappelijke naam van de soort werd voor het eerst geldig gepubliceerd door Clinton Hart Merriam in 1890.

## Voorkomen
De soort komt voor in het westen van Noord-Amerika, van de Alexanderarchipel en Haida Gwaii-eilanden tot in noordelijk Californië en de zuidelijke Rocky Mountains.